# Prelože, Ilirska Bistrica
Prelože so naselje v Občini Ilirska Bistrica.